# Stazione di Kita-Shirakawa
La stazione di Kita-Shirakawa (北白川駅?, Kita-Shirakawa-eki) è una stazione ferroviaria situata della cittadina di Shiroishi, nella prefettura di Miyagi, in Giappone, ed è servita dalla linea principale Tōhoku regionale della JR East.

## Servizi ferroviari
East Japan Railway Company
■ Linea principale Tōhoku (servizi regionali)

## Struttura
La fermata, priva di personale, è dotata di un marciapiede laterale e uno a isola con tre binari passanti in superficie ( di cui solo due in uso) collegati da un sovrappassaggio. Supporta la bigliettazione elettronica Suica.
| 1 | ■ Linea principale Tōhoku | per Iwanuma, Natori e Sendai        |
| 2 | ■ Linea principale Tōhoku | per Shiroishi, Fukushima e Kōriyama |

## Stazioni adiacenti
| «                              | Servizio                | »                       |
| Linea principale Tōhoku        | Linea principale Tōhoku | Linea principale Tōhoku |
| ------------------------------ | ----------------------- | ----------------------- |
| Higashi-Shiroishi              | Locale                  | Ōgawara                 |
| Il Sendai City Rapid non ferma |                         |                         |